# Elektrociepłownia Pruszków II

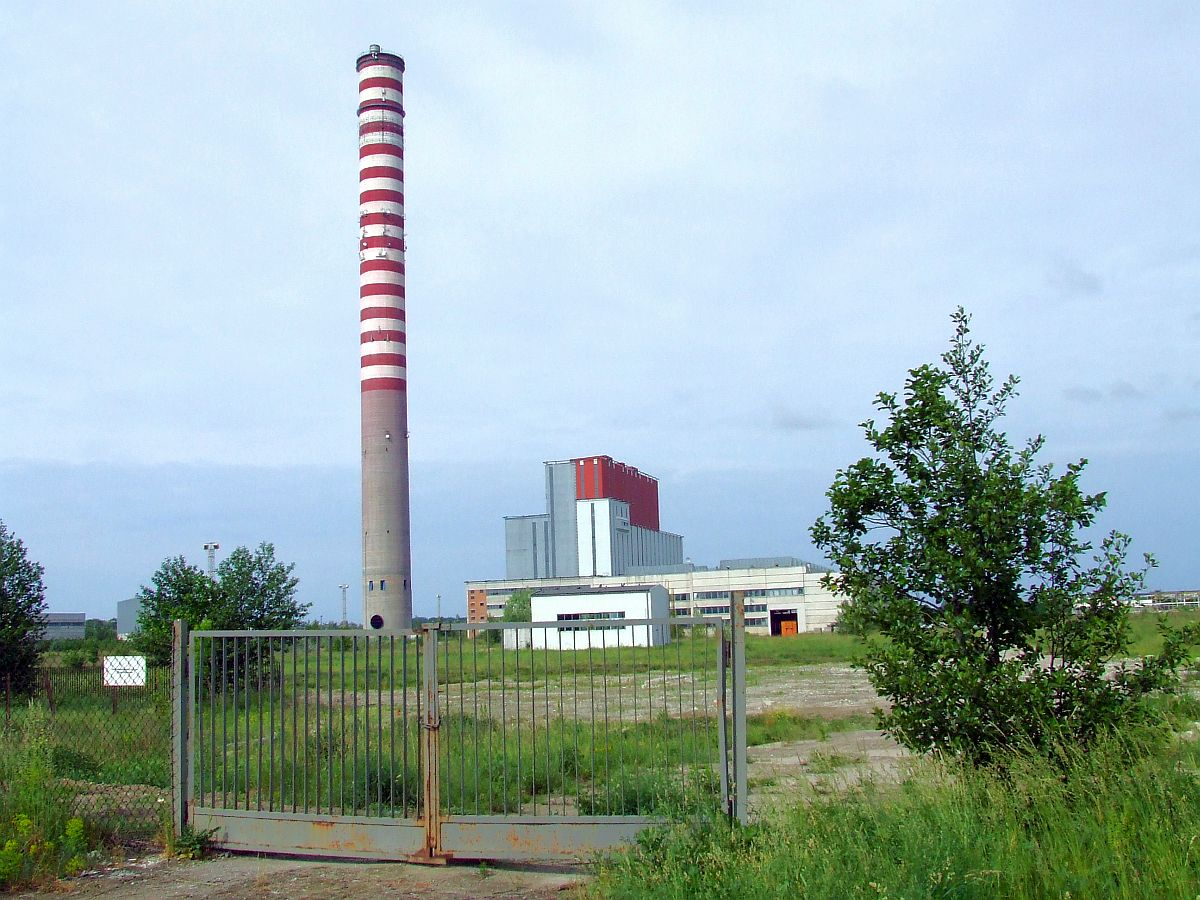
Elektrownia w 2007

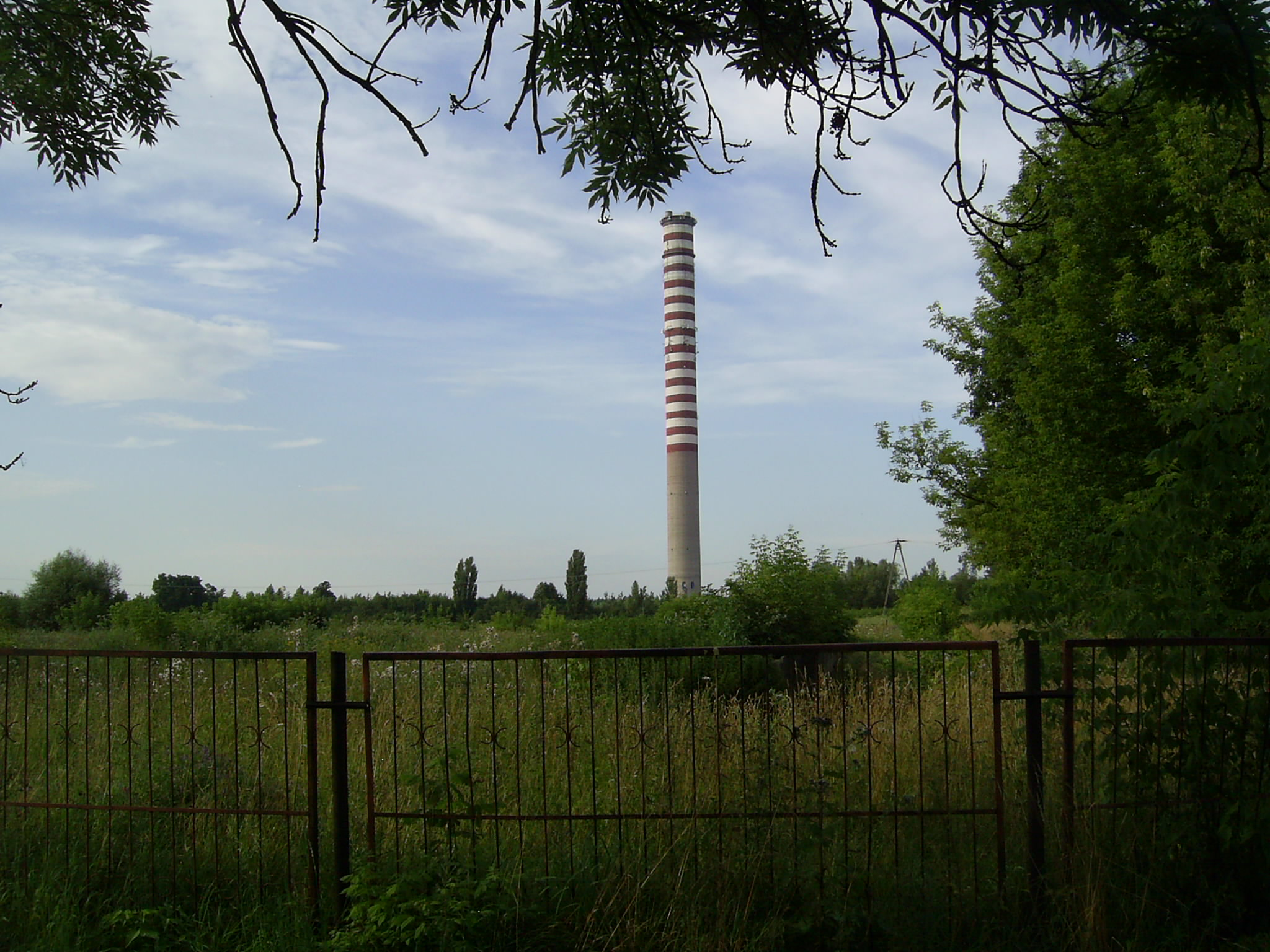
Widok z Koszajca

Elektrociepłownia Pruszków II – elektrociepłownia zlokalizowana w miejscowości Moszna-Parcela koło Pruszkowa, w gminie Brwinów w województwie mazowieckim, wchodząca w skład MLP Group S.A.
Elektrociepłownia nigdy nie została oddana do użytku i praktycznie gotowy obiekt jest powoli rozbierany, w 2004 rozebrane zostały rurociągi. Do 2008 rozebrano również widoczne na zdjęciu budynki elektrociepłowni. W chwili obecnej pracuje jedynie komin elektrociepłowni o wysokości 256 m jako konstrukcja pod anteny. Aktualnie są z niego emitowane program radiowy oraz multipleks telewizji cyfrowej.

## Emitowane programy

### Radio
| LP | Program  | Właściciel                   | Częstotliwość | Moc nadajnika | Polaryzacja | Uwagi                                                                                          |
| -- | -------- | ---------------------------- | ------------- | ------------- | ----------- | ---------------------------------------------------------------------------------------------- |
| 1  | POPRadio | Fundacja Kultury – Wytwórnia | 92,8 MHz      | 0,1 kW        | pionowa     | testy od 20 sierpnia 2015 roku do 16 września 2015; emisja oficjalna od 19 listopada 2015 roku |

Do listopada 2011 roku był stąd program RMF FM z mocą 120 kW przy polaryzacji pionowej. Zasięgiem pokrywał ponad połowę województwa mazowieckiego i fragment województwa łódzkiego. Obecnie ta emisja jest prowadzona z RTCN Raszyn.

### Telewizja
| LP | Program | Właściciel       | Kanał | Moc nadajnika | Polaryzacja | Uwagi           |
| -- | ------- | ---------------- | ----- | ------------- | ----------- | --------------- |
| 1  | MUX-4   | Telewizja Polsat | 34    | 3,0 kW        | pionowa     | od czerwca 2012 |